# Yllenus saliens
Yllenus saliens là một loài nhện trong họ Salticidae.
Loài này thuộc chi Yllenus. Yllenus saliens được Octavius Pickard-Cambridge miêu tả năm 1876.